# Sklárny Bohemia
Sklárny BOHEMIA a.s. (Crystal Bohemia) jsou sklárny, nacházející se ve městě Poděbrady.[zdroj?] Jsou to nejstarší sklárny ve středních Čechách a jsou největším českým výrobcem olovnatého křišťálu, který je exportován do celého světa.[zdroj?]

## Historie

### Počátky sklářství ve městě

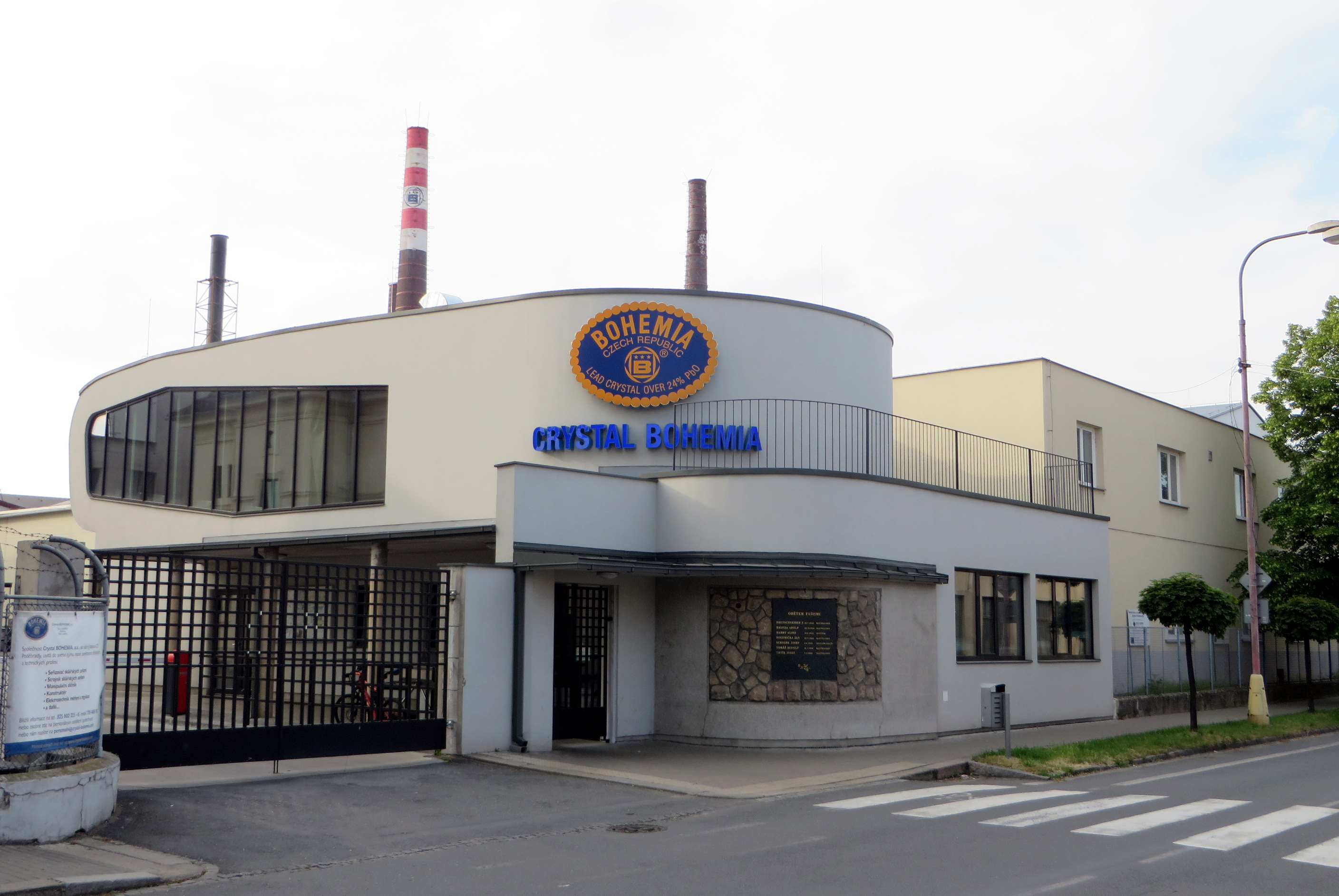
Budova Sklárny Bohemia v Poděbradech

Sklářskou huť v Poděbradech založili poblíž poděbradského nádraží v roce 1876 bratři Jan a Augustin Gerhardtové. Moderní sklárna, jež zahájila provoz v červnu roku 1877, byla první sklárnou ve Středních Čechách. Výroba sem byla převedena z jejich starší sklárny v Pavlově u Světlé nad Sázavou. Vliv na to, že sklárnu otevřeli v oblasti s nedostatkem nerostných surovin i levné pracovní síly, mělo i jejich přátelství s vlastníkem poděbradského panství, knížetem Arnoštem Filipem Hohenlohe ze Schillingfürstu. 
Sklárna tehdy vyráběla ne příliš kvalitní draselné sklo, určené především na lampy, lahve a různé drobné předměty. Ekonomicky se sklárnám nedařilo a v letech 1886–1893 v nich byla zastavena výroba.
Zchátralé sklárny odkoupil v roce 1893 podnikatel Josef Inwald, který obnovil a modernizoval výrobu. Za jeho vedení firma začala prosperovat (vznikla tu i leptárna a brusírna). V roce 1911 se novinkou výrobního programu staly žárovky. Za první světové války byla výroba v podniku omezena, ale za první republiky sklárny čekal rozmach.

### První republika
V letech 1920–1927 se rozvíjela výroba olovnatého křišťálu, který podniku získal dobré jméno po celém světě a je ve sklárnách vyráběn dodnes. Továrna také byla modernizována. Známým se podnik stal především díky ručně vyráběnému umělecky broušenému sklu a vyráběl i lisovaný olovnatý křišťál. Během světové hospodářské krize však Inwaldův koncern (po smrti Josefa Inwalda v roce 1925 firmu vedl jeho syn Oskar Inwald) čekal bankrot a podnik převzala Česká eskomptní banka, která chtěla sklárnu zbourat a na pozemcích postavit obytné domy. Nový ředitel Leo Moser ji však přivedl k nové prosperitě a zachránil. Během druhé světové války byl podnik převeden do německé správy a byla zde zavedena válečná výroba. Výroba upadala a navíc byl jedna ze dvou pecí v roce 1941 poškozena požárem.

### Poválečná doba
V roce 1946 byly sklárny znárodněny a do roku 1950 rozsáhle modernizovány. Poté se staly podnikem Poděbradské sklárny n. p. Výroba 18% olovnatého křišťálu byla postupně převedena na ušlechtilejší 24%. V roce 1965 byli všichni výrobci olovnatého křišťálu v Čechách a na Moravě, včetně Poděbrad, sloučeni do podniku Sklárny Bohemia Poděbrady (pozdější Crystalex a. s.).
Dne 1. prosince 1993 byly sklárny privatizovány a staly se z nich Sklárny BOHEMIA a. s. V roce 1999 se podnik stal součástí skupiny BOHEMIA CRYSTALEX TRADING a.s., ta sdružovala také Sklárnu Kavalier Sázava, Crystalex Nový Bor, Sklo Bohemia Světlá nad Sázavou, Porcela Plus Praha, Karlovarský porcelán a Concordia. BCT však v roce 2009 zkrachoval a poděbradskou sklárnu koupila firma Crystal BOHEMIA.